# Тлянче-Тамакское сельское поселение

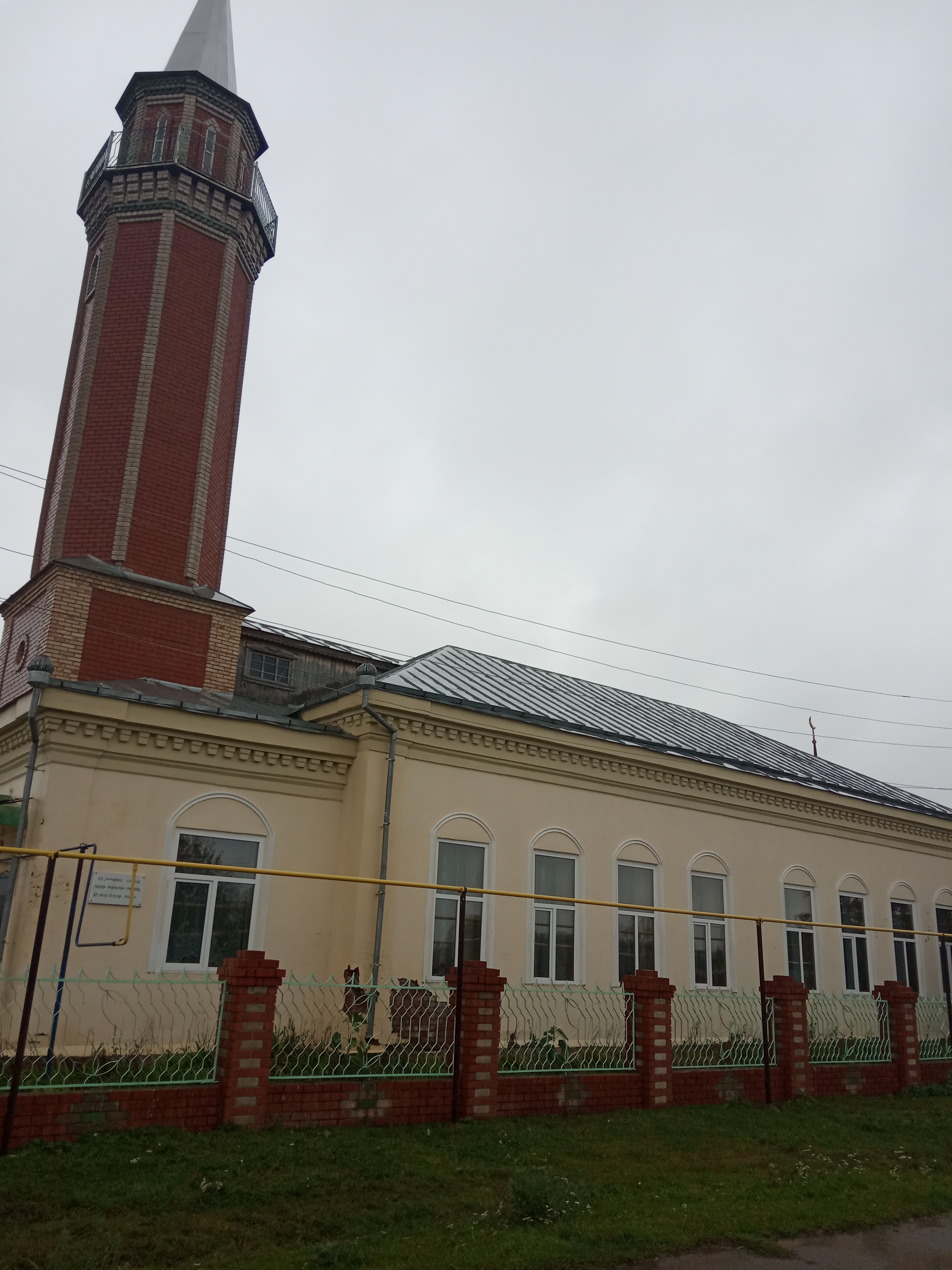
мечеть в тлянче тамаке

Тлянче-Тамакское сельское поселение — муниципальное образование в Тукаевском районе Татарстана.
Состав: село Тлянче-Тамак (административный центр), село Останково, деревни Казаклар, Таулык, Хузеево.
На территории сельского поселения общеобразовательная средняя школа, специальная (коррекционная) школа-интернат 8-вида, детский сад, Тукаевский дом-интернат престарелых и инвалидов, дом культуры, библиотеки в с. Тлянче-Тамак, д. Казаклар, с. Останково, отделение почтовой связи, участковая амбулатория, ФАП д. Казаклар и д. Таулык, аптечный пункт, участковая ветлечебница, 6-е отделение ООО «Агрофирмы „Кама“», подстанция Тукаевского РЭС, филиал сбербанка, пожарное депо, участок ООО «Коммунальные сети-Татарстан», ТСЖ «Татарстан», 2 мечети в с. Тлянче-Тамак, мечеть в д. Таулык, мечеть в д. Казаклар, обелиски погибшим в ВОВ во всех населенных пунктах, скотомогильник.

## Население
| 2010  | 2011  | 2012  | 2013  | 2014  | 2015  | 2016  |
| ----- | ----- | ----- | ----- | ----- | ----- | ----- |
| 1821  | ↗1824 | ↘1800 | ↘1787 | ↘1765 | ↗1777 | ↘1770 |
| 2017  | 2018  |       |       |       |       |       |
| ↘1738 | ↘1718 |       |       |       |       |       |

Национальный состав: татары, русские, башкиры, узбеки, таджики, чуваши, армяне, мордва, украинцы, марийцы.